# Palosaari (ö i Finland, Päijänne-Tavastland, Lahtis, lat 61,53, long 26,17)
Palosaari är en halvö i Finland. Den ligger i sjön Jääsjärvi och i kommunen Gustav Adolfs i den ekonomiska regionen  Lahtis ekonomiska region  och landskapet Päijänne-Tavastland, i den södra delen av landet, 170 km norr om huvudstaden Helsingfors.